# یواس‌سی‌جی‌سی یاماکراو (دبلیوای‌آرسی-۳۳۳)
یواس‌سی‌جی‌سی یاماکراو (دبلیوای‌آرسی-۳۳۳) (به انگلیسی: USCGC Yamacraw (WARC-333)) یک کشتی بود که طول آن ۱۸۸ فوت ۲ اینچ (۵۷٫۳۵ متر) بود. این کشتی در سال ۱۹۴۵ ساخته شد.